# Крижай, Боян
Боян Крижай (словен. Bojan Križaj, род. 3 января 1957 года в Крани, Югославия) — словенский горнолыжник, выступавший за Югославию. 

## Биография

1980 год

Крижай родился в городке Крань, расположенном у подножия Юлийских Альп, в семье известных горнолыжников. Уже в три года встал на лыжи. В 1975 году стал чемпионом Европы среди юниоров в слаломе. Первые очки в мировом кубке он заработал в сезоне 1976/77 годов, квалифицировавшись среди 15 лучших слаломистов, позднее в том же сезоне он впервые занял третье место, поднявшись на подиум, после соревнований в местечке Мадонна-ди-Кампильо. 20 января 1980 года он добился первой в истории спорта Словении и Югославии победы в мировом кубке, заняв первое место в соревнованиях в швейцарском Венгене. Позднее он занимал первое место ещё семь раз, что до сих пор является наилучшим показателем среди всех словенских горнолыжников-мужчин. У женщин Тина Мазе одержала 26 побед.
На зимней Олимпиаде 1980 года в Лейк-Плэйсиде он занял 4-е место в гигантском слаломе, отстав от третьего места всего на 0,02 секунды. Четыре года спустя он произносил от лица всех спортсменов Олимпийскую клятву на церемонии открытия на зимней олимпиаде 1984 года в Сараево. Несмотря на большие ожидания югославских болельщиков, он занял только 9-е место в слаломе-гиганте. Крижай должен был принять участие в зимней Олимпиаде 1988 года в Калгари, но был травмирован за несколько дней до стартов.
Наиболее успешным было его выступление на чемпионате мира 1982 года в Шладминге, Австрия, где он стал серебряным призёром в слаломе.
Среди сезонов в Кубке мира самым успешным был сезон 1986/87 годов, когда он завоевал малый Хрустальный кубок, как лучший слаломист сезона. Кроме того, он был вторым в слаломе в мировом кубке в сезонах 1979/80 и 1985/86 годов, а также третьим в сезоне 1980/81 годов. Его лучшее место в общем зачёте Кубка мира было 4-е в сезоне 1979/80 года.
Он завершил карьеру в 1988 году гонкой в местечке Зальбах-Хинтерглем, Австрия.
Пятикратный чемпион Балкан в слаломе (1978, 1982) и гигантском слаломе (1978, 1982, 1985). Чемпион Югославии в слаломе (1977, 1978, 1979, 1980, 1981, 1982, 1983, 1984, 1986) и гигантском слаломе (1978, 1979).
В первый раз женился в 21 год, супруга Барбара родила ему четверых детей (Боштьян, Андрея, Мартин, Мета). От второго брака со Шпелой Жле у Крижая один ребёнок.